# Emilio y Duncan Wagner
Los hermanos Emilio Roger Wagner (Ormiston*, Escocia, 1868 - Santiago del Estero, Argentina, 21 de septiembre de 1949) y Duncan Ladislao Wagner (París, Francia, 1864 - 1937) fueron dos franceses que hacia la década de 1930 propusieron la hipótesis de la existencia de la Civilización Chaco-Santiagueña, apoyándose en los descubrimientos arqueológicos efectuados a principios del siglo XX en la provincia argentina de Santiago del Estero, más precisamente en la región de Icaño y los departamentos Avellaneda, Juan Felipe Ibarra y Robles.

## Emilio Roger Wagner (1868 - 1949)

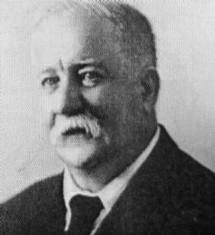
Emilio Roger Wagner.

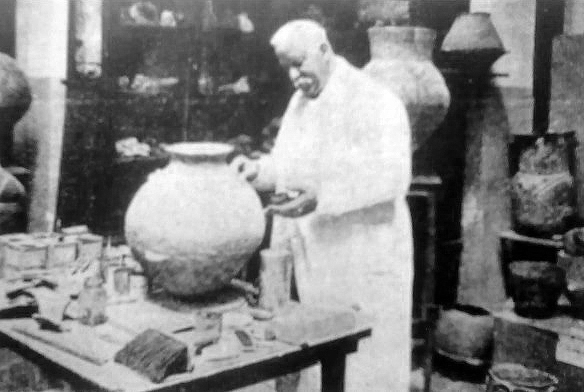
Emilio Wagner realizando trabajos en el antiguo Museo Arcaico.

Emilio Roger Wagner nació en el año 1868, en la ciudad de Ormiston, Escocia, que en ese entonces se encontraba bajo bandera francesa. Tuvo un padre francés y una madre polaca. Hizo sus estudios secundarios en St. Michel de Friburgo (Suiza). Más tarde estudió en la Academia Militar de Saint-Cyr, de donde egresó como oficial del Cuerpo de Dragones.
Emilio fue un apasionado de las ciencias naturales, especialmente de la entomología. Hacia fines del siglo XIX, arribó con su hermano a la Argentina, acompañando a su padre en una misión diplomática. En 1889 recorrieron Santa Fe y Tucumán.
En 1893 visitó por primera vez la ciudad de Santiago del Estero  en calidad de naturalista, buscando principalmente material entomológico y estudiando y recolectando colecciones de flora y fauna. Posteriormente realizaron varios viajes por Misiones, el sur y centro de Brasil y la región del Alto Paraná. En 1898 regresaron a Santiago del Estero, donde Emilio decidió radicarse. Allí adquirió una gran propiedad rural en Mistol Paso, cerca de Icaño, departamento Avellaneda, donde construyó su casa e inició una explotación agropecuaria.
En el año 1901 fue designado encargado de una misión científica y en 1902 fue nombrado representante del Museo Nacional de Historia Natural de Francia, para Brasil, Paraguay y Argentina.
Ese mismo año realizó sus primeras excavaciones arqueológicas en los túmulos del río Salado, lo que dio como resultado más hallazgos y localizaciones de nuevos sitios arqueológicos. Este nuevo proyecto que emprendería fue significativo en su vida, la pasión de desentrañar la existencia de un pueblo desconocido, lo sedujo posteriormente a radicarse en forma definitiva en la provincia, más precisamente en Mistol Paso.
Emilio se casó con la santiagueña Eladia González, hija de un hachero de Icaño, con la que tuvo dos hijas, Adela y Haydee. La primera falleció de pequeña y su segunda hija Haydee Wagner aprendió quichua y desarrolló el “Método Wagner” para la educación de niños pequeños.
En el año 1924, con el rango de maestro, el gobierno de la Provincia de Santiago del Estero lo designó como director del Museo Arcaico, en reconocimiento a su amplia trayectoria y dedicación por la investigación. Enriqueció dicha institución con las colecciones arqueológicas y entomológicas de sus expediciones. Sirvió en este cargo activa y fielmente al gobierno y a la cultura de este Estado, al que se sintió atado por hondos afectos. Bajo su dirección la primitiva entidad evolucionó, transformándose en el actual Museo de Ciencias Antropológicas y Naturales.
En 1927, el gobierno de Santiago del Estero le otorgó un subsidio para realizar trabajos en el terreno. Se estableció en un campamento en Llajta Mauca, donde realizó excavaciones durante varios años, obteniendo numerosos materiales.
En 1934 publica su gran obra maestra "La Civilización Chaco-Santiagueña y sus correlaciones con el Viejo y Nuevo Mundo", la cual fue posible gracias a la colaboración incondicional de su hermano Duncan L. Wagner, quien ilustró los dibujos que se reproducen en el mismo.
Después de duros años de trabajo, de renunciamientos y sacrificios, Emilio Roger Wagner, siendo Director del Museo Arqueológico, falleció en la ciudad de Santiago del Estero el 21 de septiembre de 1949.

## Duncan Ladislao Wagner (1864 - 1937)

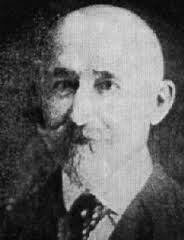
Duncan Ladislao Wagner.

Duncan Ladislao Wagner nació en París, Francia, en 1864. A los dieciséis años se recibió de perito en Química industrial. En 1886, a los veintidós años de edad, fundó el ingenio "Tacuarendí" en Chaco. Diferentes sucesos políticos lo obligaron a trasladarse a Montevideo en el año 1890 y de allí a Brasil.
Regresó a Europa durante la Primera Guerra Mundial y este hecho malogra todos sus esfuerzos y con los restos de su fortuna retornó nuevamente a Chaco. En el abismo del fracaso por esta última aventura, en el año 1927, su hermano Emilio lo llamó a colaborar en los trabajos arqueológicos de la provincia de Santiago del Estero como vicedirector del Museo Arcaico.
Duncan, pintor y dibujante, hombre de gabinete, escritor y lector, apasionado por los estudios prehistóricos, de una sólida cultura general, fue quien preparó las notas, conferencias y realizó los dibujos de las piezas. Acompañó a su hermano en las exploraciones de campo, levantando croquis y documentando con dibujos todo el material exhumado. Con Emilio buscaron crear un clima propicio en el ambiente cultural en favor de las investigaciones arqueológicas, lo que les permitió trabajar en gran escala y conocer con más en profundidad la cultura de los indígenas de Santiago del Estero.
Hubo mucha compenetración de pensamiento y equilibrio en la complementación de aptitudes de ambos hermanos que, con un ideal en común, supieron sostener con solvencia el museo. Duncan apoyó incondicionalmente a su hermano Emilio, hasta el día de su muerte, en el año 1937.
Sus restos y el de su hermano Emilio yacen en el Panteón que la Municipalidad de Santiago del Estero les levantó en el cementerio de La Piedad. Años después fue declarado Monumento Histórico Provincial en diciembre de 1980.

## Teoría de la Civilización Chaco-Santiagueña

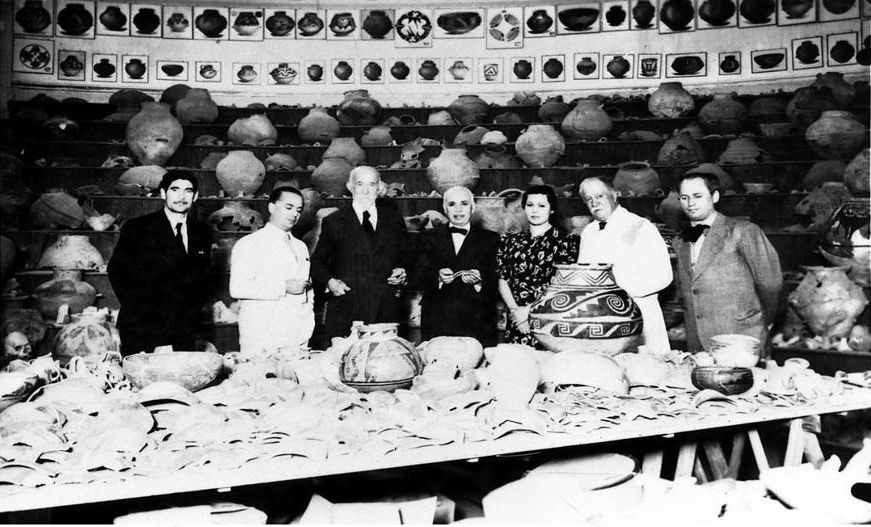
Emilio y Duncan Wagner junto a sus colaboradores.

Los Hermanos Wagner fundamentaron en su tesis la existencia en la región de Santiago del Estero, y posiblemente en todo el Noroeste Argentino, de una civilización milenaria cuyos productos culturales igualaban o superaban en algunos casos a los provistos por las civilizaciones cretenses y griegas neolíticas.
Los hermanos Wagner consideraban posible que esta cultura hubiese influido inclusive en antiguas civilizaciones de Oriente Medio y Europa en tiempos prehistóricos. Se sustentaban en la convicción de que hace unos 50 000 años o más atrás en el tiempo los continentes del mundo estaban unidos, y era posible dirigirse por tierra en largas migraciones desde un extremo a otro del mundo.
La teoría de la Civilización Chaco-Santiagueña halló un importante eco en ámbitos científicos principalmente europeos, ya que en la Argentina las universidades la miraron con desconfianza y tendieron a ignorarla. Pese a ello, los hermanos Wagner consiguieron apoyo suficiente como para dejar sus investigaciones consignadas en varios libros.

### Libro auspiciado

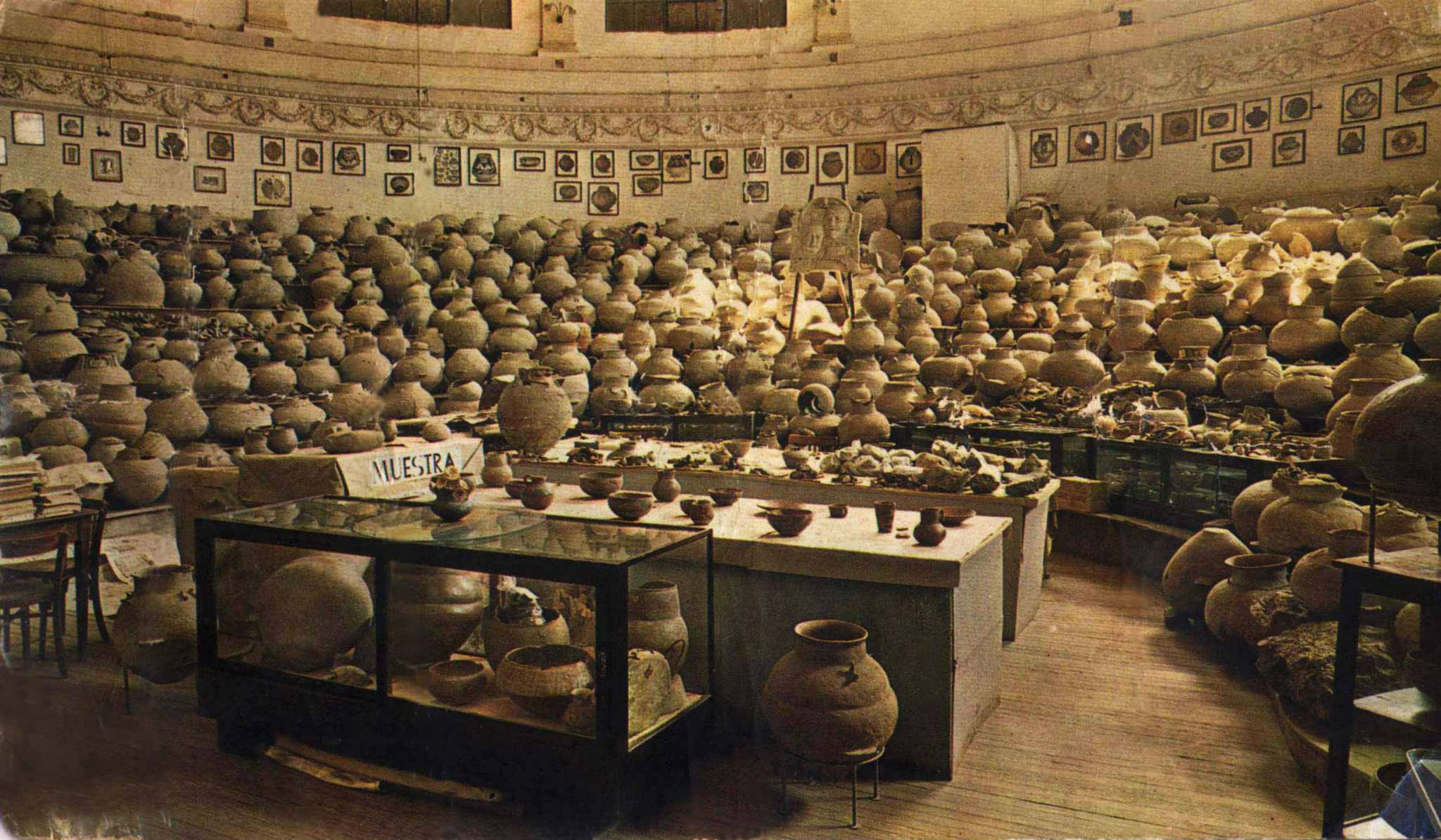
Antiguo Museo Arcaico, con los materiales y pinturas aportados por los Wagner.

Dado el origen francés de los Hermanos Wagner, el gobierno de Francia apoyó al santiagueño para la publicación de su monumental libro "La Civilización Chaco Santiagueña y sus correlaciones con las del Viejo y Nuevo Mundo”. Este volumen fue considerado por la prensa de la época como “el libro más bello que se haya editado desde Santiago del Estero”. Presentaba preciosas ilustraciones a todo color, con reproducciones exactas pintadas una a una, a mano, por Olimpia Righetti.
El libro causó admiración. Una ola de fervor investigativo, el debate público por lo avanzado de las propuestas, que muchos denostaron o intentaron descalificar, recorrió el ambiente intelectual argentino. Y también tuvo sus importantes ecos en Europa, particularmente en Francia.

### Distinciones
El gobierno de Francia les otorgó la Legión de Honor en el grado de Caballeros por sus hallazgos científicos. Habían obtenido ya, por la misma razón, el Premio Prat (Medalla de Plata) de la Sociedad de Geografía de París y la Medalla Buffon, del Museo de Historia Natural de París.

## Libros escritos
- Wagner, Émile R. y Perrier, Edmond. "L´Allemagne et l´Amerique Latine (Souvenirs d’un Voyageur Naturaliste)". Paris, Ediciones Alcan, 1918.
- Wagner, Émile R. "À travers la forêt brésilienne (De l’Amazone aux Andes)". Paris, Ediciones Alcan, 1919.
- Wagner, Émile R. "La Revanche de la Kultur (La Troisième Guerre Punique)". Paris, Ediciones Alcan, 1919.
- Wagner, Émile R. y Wagner, Duncan L. "La Civilización Chaco-Santiagueña y sus Correlaciones con las del Viejo y Nuevo Mundo". Buenos Aires, Compañía Impresora Argentina S.A., 1934.
- Wagner, Émile R. y Righetti Olimpia , "Archéologie Comparée. Résumé de Préhistoire", Buenos Aires, Ediciones Peuser, 1946.